# Diksnavelrietzanger
De diksnavelrietzanger ( Arundinax aedon synoniemen: Phragmaticola aedon en Iduna aedon) is een zangvogel uit de familie Acrocephalidae (rietzangers).

## Verspreiding en leefgebied
Deze soort broedt in centraal en oostelijk Azië en overwintert in zuidoostelijk Azië. Er zijn twee ondersoorten:
- I. a. aedon: zuidelijk-centraal Siberië en noordwestelijk Mongolië.
- I. a. rufescens: oostelijk Siberië, noordoostelijk Mongolië en noordoostelijk China.

## Status
De grootte van de populatie is niet gekwantificeerd maar de soort wordt omschreven als doorgaans schaars. Op de Rode lijst van de IUCN heeft deze soort de status niet bedreigd.